# Saint-André-Capcèze
Saint-André-Capcèze är en kommun i departementet Lozère i regionen Occitanien i södra Frankrike. Kommunen ligger i kantonen Villefort som tillhör arrondissementet Mende. År 2022 hade Saint-André-Capcèze 205 invånare.

## Befolkningsutveckling
Antalet invånare i kommunen Saint-André-Capcèze
| Referens: INSEE |